# Dardilly
Dardilly ist eine französische Gemeinde mit 8980 Einwohnern (Stand 1. Januar 2022) in der Métropole de Lyon in der Region Auvergne-Rhône-Alpes.

## Geografie
Dardilly liegt im westlichen Lyonnais, rund zehn Kilometer nordwestlich von Lyon. Nachbargemeinden sind Champagne-au-Mont-d’Or, Charbonnières-les-Bains, Dommartin, Écully, Limonest, Lissieu und La Tour-de-Salvagny.

## Bevölkerungsentwicklung
| Jahr      | 1962 | 1968 | 1975 | 1982 | 1990 | 1999 | 2008 | 2013 | 2019 |
| Einwohner | 1731 | 2010 | 2743 | 4668 | 6688 | 7589 | 8314 | 8538 | 8752 |

## Politik
Der Gemeinderat hat 29 Mitglieder. Ihm gehören die Bürgermeisterin (Maire) und acht Beigeordnete sowie 20 Gemeinderäte an. Die Bürgermeisterin Michèle Vullien war seit 1995 im Amt und wurde 2001, 2008 und 2014 durch Wiederwahl im Amt bestätigt. Ihr folgte im Amt * Rose-France Fournillon (DVD), die bei den Gemeindewahlen 2020 im ersten Wahlgang mit 67,41 % gewählt wurde. Die Wahlbeteiligung lag bei 38,26 %.

## Verkehr
- Im Öffentlichen Personennahverkehr (ÖPNV) ist Dardilly über mehrere Buslinien an das Streckennetz der TCL (Transports en commun lyonnais) angeschlossen.
- Zwei Bahnhöfe am Ostrand der Gemeinde, einer im Norden und einer im Süden, verbinden den Ort mit dem Streckennetz der Eisenbahngesellschaft SNCF.
- Östlich der Bahnlinie verläuft von Paris kommend die Autoroute A 6 (Autoroute du Soleil), deren Autobahnanschlussstelle 34 mit Dardilly bezeichnet ist.

## Gemeindepartnerschaften
Dardilly pflegt Partnerschaften
- seit 1982 mit der deutschen Gemeinde Merzhausen in Baden-Württemberg,
- seit 1997 mit Chorleywood in der Grafschaft Hertfordshire (Großbritannien),
- seit 1987 mit El Hijaj in Mauretanien und
- seit 2017 mit Provaglio d’Iseo in der Lombardei (Italien).

## Söhne und Töchter
In Dardilly ist der katholische Priester Jean-Marie Vianney (1786–1859) geboren, der später als „Pfarrer von Ars“ bekannt wurde und von der katholischen Kirche heiliggesprochen wurde. Sein Geburtshaus steht als Monument historique unter Denkmalschutz.